# 安平高速公路
安康至平利高速公路，简称：安平高速，是中国国家高速公路网联络线麻安高速公路（G4213）的重要路段，也是陕西省“2367”高速公路网十八条联络线之一的“安平线”。线路起于安康市汉滨区大树岭村，设黄洋河枢纽立交与十天高速公路相接，经县河镇，平利县老县镇、城关镇、长安镇，止于陕鄂交界的关垭子，与湖北省谷城至竹溪高速公路相接，全长61.199公里。项目由陕西省交通建设集团投资建设，于2011年9月30日正式开工建设，2015年11月25日建成通车。

## 工程规模
按双向四车道高速公路标准建设，设计速度80公里/小时，整体式路基宽度24.5米，分离式路基宽度12.25米，全线设桥梁21.99公里/90座（全幅），隧道12.4公里/10座，桥隧占路线总长57%；设互通式立交4处，监控分中心1处，服务区1处、停车区1处、收费站4处。桥涵设计汽车荷载采用公路-Ⅰ级，设计洪水频率特大桥采用1/300 ，其他桥涵及路基采用1/100，其余各项主要技术指标按照《公路工程技术标准》（JTG B01-2003）执行。

### 重点工程
- 枫桥隧道：左线长1428米，于2015年4月21日贯通；右线长1420米，于2015年6月5日贯通；位于安康市汉滨区与平利县交界处大巴山区，海拔高程为330-465米[4]。

## 建设历程
- 2010年11月29日，安平高速公路工程初步设计获得陕西省发展和改革委员会以陕发改基础〔2010〕1946号文件批复[5]。
- 2011年9月30日，安平高速公路正式开工建设[1]。
- 2011年10月13日，安平高速公路施工图设计获得陕西省交通运输厅以陕交函〔2011〕668号文件批复同意[3]。
- 2015年11月25日，安平高速公路建成通车，结束了平利县不通高速公路的历史[2]。
- 2017年10月20日，安平高速公路机电工程通过交工验收[6]。
- 2021年11月18日，安平高速公路通过陕西省交通运输厅竣工验收，并正式投入运营[7]。

## 沿线设施列表
| 地区                                                                                         | 里程 | 类型                              | 名称           | 连接           | 说明 |
| -------------------------------------------------------------------------------------------- | ---- | --------------------------------- | -------------- | -------------- | ---- |
| 安康市 汉滨区                                                                                |      | 枢纽                              | 黄洋河枢纽     | 十天高速       |      |
| 安康市 汉滨区                                                                                |      | 隧道                              | 赢丰隧道       | 赢丰隧道       |      |
| 安康市 汉滨区                                                                                |      | 隧道                              | 小关垭隧道     | 小关垭隧道     |      |
| 县界                                                                                         |      | 隧道                              | 枫桥隧道       | 枫桥隧道       |      |
| 安康市 平利县                                                                                |      | 出入口                            | 老县镇         | 346国道        |      |
| 安康市 平利县                                                                                |      | 停车场 · 飲料小吃                 | 女娲山停车区   | 女娲山停车区   |      |
| 安康市 平利县                                                                                |      | 隧道                              | 女娲山一号隧道 | 女娲山一号隧道 |      |
| 安康市 平利县                                                                                |      | 隧道                              | 女娲山二号隧道 | 女娲山二号隧道 |      |
| 安康市 平利县                                                                                |      | 隧道                              | 女娲山三号隧道 | 女娲山三号隧道 |      |
| 安康市 平利县                                                                                |      | 隧道                              | 琵琶岛隧道     | 琵琶岛隧道     |      |
| 安康市 平利县                                                                                |      | 出入口                            | 平利西         | 346国道        |      |
| 安康市 平利县                                                                                |      | 隧道                              | 马家梁隧道     | 马家梁隧道     |      |
| 安康市 平利县                                                                                |      | 隧道                              | 平利隧道       | 平利隧道       |      |
| 安康市 平利县                                                                                |      | 枢纽                              | 龙古           | 安来高速       |      |
| 安康市 平利县                                                                                |      | 出入口                            | 平利东         | 346国道        |      |
| 安康市 平利县                                                                                |      | 停车场 · 加油设施 · 修车站 · 餐厅 | 平利服务区     | 平利服务区     |      |
| 安康市 平利县                                                                                |      | 隧道                              | 张店隧道       | 张店隧道       |      |
| 省界                                                                                         |      | 隧道                              | 关垭子隧道     | 关垭子隧道     |      |
| 1.000 英里 = 1.609 千米；1.000 千米 = 0.621 英里 并行路段 • 已关闭／取消 • 限制进入 • 未开放 |      |                                   |                |                |      |